# Allomyia hector
Allomyia hector är en nattsländeart som först beskrevs av Nimmo 1971.  Allomyia hector ingår i släktet Allomyia och familjen Apataniidae. Inga underarter finns listade i Catalogue of Life.